# 解學尹
解學尹（？—？），字伊人，直隸興化縣（今江蘇）人，明末政治人物，同進士出身。

## 生平
刑部尚書解學龍之弟。天啓七年（1627年）舉丁卯科應天鄉試，崇禎元年（1628年）登戊辰科進士。官禮科給事中。崇禎十一年（1638年）四月，解學尹糾正兵部尚書楊嗣昌論及熒惑內容的荒謬之處。